# Tibor Ivanišević
Tibor Ivanišević (* 16. August 1990 in Mostar) ist ein serbischer Handballtorwart.
In der Saison 2015/16 lief er für den bosnischen Verein RK Borac Banja Luka auf, wo er erste Erfahrungen in der Champions League sammelte. Nach einer Station in Ungarn 2016/17 erreichte Ivanišević 2017/18 mit dem dänischen Verein Skjern Håndbold das Viertelfinale der Champions League. Daraufhin verpflichtete ihn der deutsche Bundesligist HSG Wetzlar als Nachfolger für Benjamin Burić. Ab der Saison 2021/22 stand er beim VfL Gummersbach unter Vertrag. Im Sommer 2024 wechselte er zum Bundesligisten Frisch Auf Göppingen. Zur Saison 2025/26 schloss er sich dem deutschen Verein GWD Minden an.
Mit der serbischen Nationalmannschaft nahm er an den Europameisterschaften 2018, 2020 und 2022 teil.